# Telosma cordata
Telosma cordata är en oleanderväxtart som först beskrevs av N. L. Burman, och fick sitt nu gällande namn av Elmer Drew Merrill. Telosma cordata ingår i släktet Telosma och familjen oleanderväxter. Inga underarter finns listade i Catalogue of Life.